# За поранення (нагрудний знак)

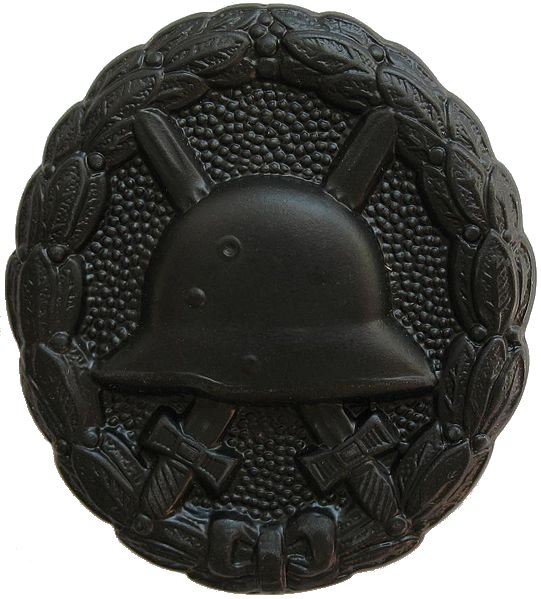
Нагрудний знак «За поранення» в чорному (1918)

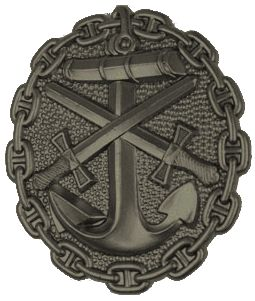
Нагрудний знак «За поранення» в чорному для ВМФ (1918)

Нагрудний знак «За поранення» (нім. Verwundetenabzeichen) — німецька медаль (нагрудний знак), нагородження якою здійснювалось упродовж Першої і Другої світових війн.

## Знак зразка 1918 року
Знак був заснований 3 березня 1918 року імператором Вільгельмом II для нагородження військовослужбовців, які одержали поранення під час бойових дій. Існували 3 варіанти знака:
- Чорний (за 1-2 поранення);
- Срібний (за 3-4 поранення);
- Золотий (за 5 і більше поранень).

Знак мав овальну форму і був обрамлений лавровим вінком. В центрі знака для службовців сухопутних військ та ВПС — зображення німецького шолома і схрещених мечів. На знаку для службовців ВМФ замість шолома був зображений якір, а замість лаврового вінка знак був обрамлений ланцюгом.

## Знак зразка 1939 року
Знак було відновлено 1 вересня 1939 року. Вручався військовослужбовцям, службовцям поліції, а з 1943 року й цивільним особам, що отримали поранення в результаті повітряних нальотів. Загиблі вшановувались вищим «золотим» ступенем посмертно (він передавався членам їхніх сімей). Своєю появою медаль продовжила традицію нагородження аналогічним знаком, започаткованим ще у роки Першої світової війни. Нова нагорода відрізнялась силуетом зображення солдатської каски й додаванням на неї свастики.
Первинним варіантом нагороди був знак «За поранення» Легіону «Кондор». Він був розроблений та затверджений 22 травня 1939 року (пізніше він отримав назву «Іспанський»), і з'явився для того, щоб відзначити заслуги членів Легіону Кондор, які бились у часи громадянської війни в Іспанії у 1936—1939 роках на боці франкістів.

«…як відзнака німецьких добровольців, які зазнали поранень у боротьбі проти більшовизму в ході визвольної Іспанської війни 1936—1939 років».

Усього було вручено 182 звичайних нагрудних знаки й один срібний.
Після припинення випуску іспанського варіанту знака «За поранення», напередодні Другої світової війни, Гітлер відновив знак «За поранення» (тип 1) (нагорода зразка 1939 року), щоб відзначити заслуги тих солдатів і офіцерів, які б зазнали поранень у бойових діях. Оскільки на складах залишався досить великий запас нагород, що лишились із часів Першої світової війни, то ці нагороди доопрацьовувались (на каску наносилась свастика) й використовувались аж до 1942 року.
Другий варіант нагороди було розроблено й затверджено за кілька місяців після початку Польської кампанії. Це була медаль «За поранення» (тип 2). Дана версія нагороди була дуже схожою на попередню: та ж овальна форма із зображенням каски М35 зі свастикою на ній, ззаду шолому — перехрещені мечі, лавровий вінець по контуру нагороди із вплетеною до нього стрічкою. Існували деякі відмінності у розмірах нагород, але 24 офіційних виробника даної нагороди додержувались стандартних розмірів. З 1943 року знаком стали нагороджувати цивільних осіб, що постраждали від нальотів авіації. З 24 вересня 1944 року знак могли отримати й іноземні військовослужбовці Вермахту.
В статуті започаткування нагороди записано:

«…як знак честі для всіх, хто ризикував своїм життям заради батьківщини й був поранений чи скалічений»

## Нагрудний знак «За поранення 20 липня 1944 року»

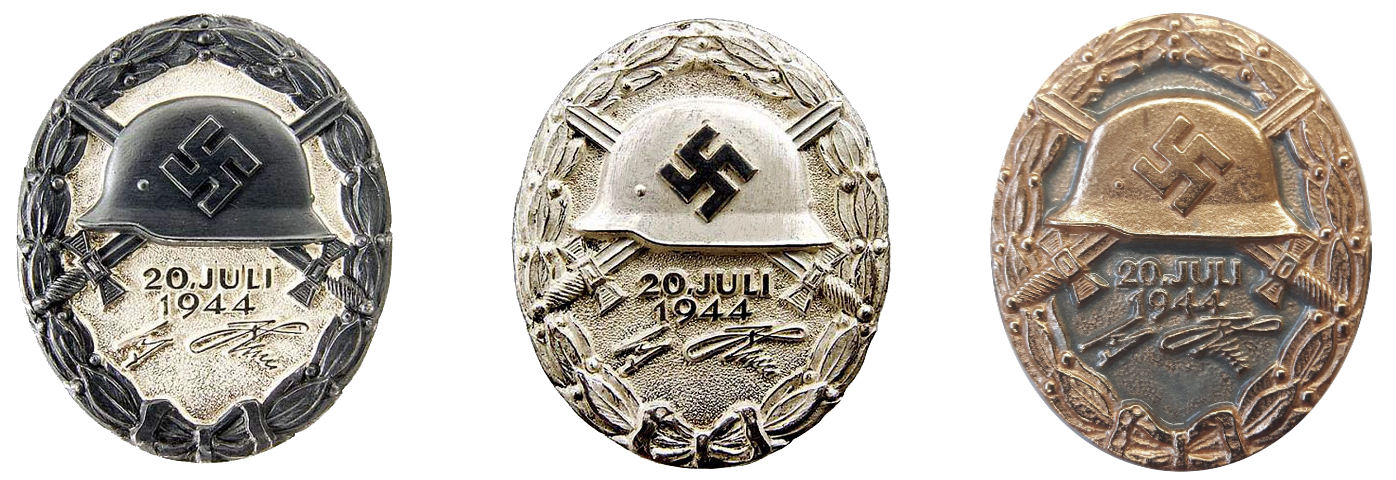
Три ступені знака

20 липня 1944 року було затверджено найрідкісніший тип нагороди «За поранення», якою було вшановано лише невелику групу німецьких офіцерів. Затвердження цього знака пов'язано із відомим замахом на Гітлера, й особи, яких представили до цієї нагороди, були саме тими офіцерами, які зазнали поранень різного ступеня тяжкості в момент згаданої події, всього 24 особи. Один з них помер на місці, троє у шпиталі від отриманих поранень.
Цей знак носився замість знака зразка 1939 року.

### Учасники наради
| - Адольф Гітлер - Генерал-фельдмаршал Вільгельм Кейтель - Генерал-полковник Альфред Йодль - Генерал від артилерії Вальтер Варлімонт - міністерський радник Франц фон Зоннляйтнер - Майор Герберт Бюкс - Групенфюрер СС Герман Фегелейн - Полковник Ніколаус фон Белов - Контр-адмірал Ганс-Еріх Фосс - Штурмбанфюрер СС Отто Гюнше (ад'ютант Гітлера) | - Генерал-майор Вальтер Шерфф - Майор Ернст Йон фон Фраєнд (ад'ютант Кейтеля) - Контр-адмірал Карл-Єско фон Путткамер - Генерал від інфантерії Вальтер Буле - Підполковник Генріх Боргманн - Підполковник Гайнц Вайценеггер - Генерал авіації Карл-Генріх Боденшац - Оберст Клаус фон Штауффенберг - Генерал-лейтенант Адольф Гойзінгер - Стенографіст Гайнц Бухгольц - Генерал-лейтенант (посмертно генерал від інфантерії) Рудольф Шмундт - Оберст (посмертно генерал-майор) Гайнц Брандт - Генерал авіації (посмертно генерал-полковник) Гюнтер Кортен - Стенографіст (посмертно) Генріх Бергер |

Нагороджені знаком «За поранення 20 липня 1944 року» у разі подальших поранень отримували наступний ступінь саме цієї нагороди.

### Нагороджені[1][2][3]
| Ім'я                          | Найвищий ступінь знака | Примітки |
| ----------------------------- | ---------------------- | --- |
| Вільгельм Кейтель             | Чорний знак            | |
| Альфред Йодль                 | Чорний знак            | |
| Вальтер Варлімонт             | Чорний знак            | |
| Гайнц Ассманн                 | Чорний знак            | |
| Ніколаус фон Белов            | Чорний знак            | |
| Гайнц Бухгольц                | Чорний знак            | |
| Вальтер Буле                  | Чорний знак            | |
| Герберт Бюкс                  | Чорний знак            | |
| Отто Гюнше                    | Чорний знак            | |
| Ернст Йон фон Фраєнд          | Чорний знак            | |
| Вальтер Шерфф                 | Чорний знак            | |
| Франц фон Зоннляйтнер         | Чорний знак            | |
| Гайнц Вайценеггер             | Чорний знак            | |
| Карл-Єско фон Путткамер       | Чорний знак            | |
| Рудольф-Крістоф фон Герсдорфф | Чорний знак            | |
| Генріх Боргманн               | Срібний знак           | |
| Герман Фегеляйн               | Срібний знак           | За поранення також отримав Лицарський хрест Залізного хреста з дубовим листям і мечами. 26 квітня 1945 року позбавлений нагороди. |
| Адольф Гітлер                 | Срібний знак           | |
| Адольф Гойзінгер              | Срібний знак           | |
| Карл-Генріх Боденшац          | Золотий знак           | |
| Ганс-Еріх Фосс                | Золотий знак           | Спочатку отримав чорний знак. |
| Рудольф Шмундт                | Золотий знак           | Загинули від вибуху (нагороджені посмертно).                                                                                      |
| Гайнц Брандт                  | Золотий знак           | Загинули від вибуху (нагороджені посмертно).                                                                                      |
| Гюнтер Кортен                 | Золотий знак           | Загинули від вибуху (нагороджені посмертно).                                                                                      |
| Генріх Бергер                 | Золотий знак           | Загинули від вибуху (нагороджені посмертно).                                                                                      |

За деякими даними, серед нагороджених також були: статс-секретар Вальтер Гевель і стенографіст Фріц-Ернст Гаген.

## Види нагороди
Існувало три класи нагороди:
- «Чорний» тип нагороди штампувався з листа латуні, пізніші варіанти виготовлялись із сталі. Нагорода має пустотілу основу зі штифтом для голки. Через зниження якості матеріалів до кінця війни ці знаки починали іржавіти.
- «Срібний» тип нагороди виготовлявся первинно з посрібленої латуні, а пізніше (з 1942 року) з ретушованого цинку.
- «Золотий» тип нагороди первинно виготовлявся з латуні з подальшим поліруванням й позолотою. В результаті полірування деякі значки виявились практично пласкими. Реверс плаский.

До 1945 року, внаслідок погіршення якості матеріалів, деякі «чорні» типи нагороди фарбувались у відповідний колір й випускались як нагороди «срібного» й «золотого» типів. У цих випадках зворотний бік знака майже завжди був пустотілим.
Знак «За поранення» носився на лівій нагрудній кишені кітеля, нижче інших офіційних нагород. Чорний знак зазвичай видавався у конверті. Срібний та Золотий знаки видавались у футлярах. До знака додавались іменні нагородні документи.

## Критерії нагородження
Знак 3-го ступеня (чорний) видавався за одне — два поранення.
Знак 2-го ступеня (срібний) присвоювався за три або чотири поранення чи серйозніші пошкодження, такі, як втрата слуху, руки, ноги, ока, поранення в голову чи спотворення обличчя.
Знак 1-го ступеня (золотий) вручався за п'ять чи більшу кількість поранень, а також за серйозні поранення такого роду, як повна втрата зору чи серйозне ушкодження опорно-рухомого апарату.
До поранень відносили втрата зору чи слуху, обмороження, втрата чи розлад функцій кінцівок, черепно-мозкові травми, поранення, що не загоюються. Одночасно отримані декілька поранень розглядались як одне. Різна кількість чи сполучення поранень давало різні ступені знака. Правом вручення знака володіли командири частин від командира батальйону включно, старші посадові особи медичних закладів і начальники округів цивільної оборони.

## Сучасний статус нагороди
Носіння як звичайного знака, так і його варіантів для учасників громадянської війни в Іспанії та подій 20 липня було дозволено 1957, але тільки «денацифікованого», тобто, без свастики.